# Bulbophyllum fayi
Espèce
Bulbophyllum fayi J.J.Verm. est une espèce d'orchidées du genre Bulbophyllum, présente au Cameroun et en République du Congo.

## Étymologie
Son épithète spécifique fayi rend hommage au botaniste britannique Michael Francis Fay (en), spécialiste des Orchidées.